# 帕氏裂鯨口魚
帕氏裂鯨口魚為輻鰭魚綱鯨頭魚目倣鯨科的其中一種，分布於印度太平洋海域，屬深海魚類，棲息深度可達5000公尺，體為深褐色，體長可達19.6公分。